# 馬柴厄斯波特 (緬因州)
馬柴厄斯波特（英語：Machiasport）是一個位於美國緬因州華盛頓縣的鎮。

## 人口
根據2020年美國人口普查的數據，馬柴厄斯波特的面積為159.57平方千米，當中陸地面積為55.45平方千米，而水域面積為104.12平方千米。當地共有人口962人，而人口密度為每平方千米6.03人。